# 112340 Davidegaddi
112340 Davidegaddi este o planetă minoră (asteroid) din centura de asteroizi. A fost descoperită pe 11 iulie 2002 la  de Fabrizio Bernardi⁠(d). 
Obiectul prezintă o orbită caracterizată de o semiaxă mare de 2,6897711677345 UAi, o excentricitate de 0,088497595193816, o înclinație de 3,9004067706259 ° în raport cu ecliptica.